# Sant Pere Despuig
Sant Pere Despuig es una entidad de población española del municipio de Vall de Vianya, perteneciente a la provincia de Gerona, en la comunidad autónoma de Cataluña.

## Toponimia
El nombre del lugar puede encontrarse escrito con las grafías Sant Pere Despuig y San Pedro Despuig.

## Historia
Hacia mediados del siglo XIX, el lugar pertenecía al municipio de Capsech. Aparece descrito en el séptimo volumen del Diccionario geográfico-estadístico-histórico de España y sus posesiones de Ultramar de Pascual Madoz con las siguientes palabras:

DESPUIG (San Pedro): ald. en la prov. y dióc. de Gerona (10 hor.), part. jud. de Olot (2), aud. terr., c. g. de Barcelona (25), ayunt. de Capsech (1): sit. sobre una pequeña eminencia en la estremidad O. del valle de Viaña, cerca de la base de la montaña de Sta. Lucia que le resguarda de los vientos del S. y O.; el clima es bastante templado y sano, y no se conocen mas enfermedades comunes que las estacionales. Tiene una igl. parr. (San Pedro) y próximo el cementerio. El térm. confina N. San Salvador de Viaña; E. y S. Sta. Margarita de Miaña, y O. Sta. Lucia de Puigmalá; se estiende una hora de N. á S. y 2 de E. á O., y en él se encuentran varias fuentes abundantes de buenas aguas para el surtido y uso comun del vecindario. El terreno es de regular calidad; el monte nombrado Rodons se halla poblado de robles y enebros, le fertilizan diferentes arroyuelos, y un pequeño r. que se forma de las aguas que bajan de las montañas de Sta. Lucia, sobre el cual hay 2 puentecitos, uno cerca de la capilla de San Martin, y el otro en el punto en que el r. atraviesa la carretera de Olot á Capsacosta; á corta dist. de este puente se unen dichas aguas con las que vienen de San Salvador, tomando el nombre de rivera de Viaña, cuyas márg. se ven cubiertas de hermosos álamos, abedules y otras matas. Ademas de los caminos locales, pasa por el confin del térm. la mencionada carretera de Olot, de cuyo punto recogen el correo los interesados. prod.: cereales, legumbres, frutas y hortalizas; cria ganado lanar, yeguar, vacuno y de cerda, y poca caza. ind.: algunos pequeños molinos de repesa. pobl. y riqueza unidas á Capsech.
(Madoz, 1847, p. 381)

En la actualidad, pertenece al municipio de Vall de Vianya. En 2023, la entidad singular de población de Sant Pere Despuig tenía empadronados 87 habitantes, todos ellos diseminados.